# Sphecodemyia natalensis
Sphecodemyia natalensis är en tvåvingeart som beskrevs av H. Oldroyd 1957. Sphecodemyia natalensis ingår i släktet Sphecodemyia och familjen bromsar. Inga underarter finns listade i Catalogue of Life.